# Dánské království
Dánské království (dánsky Kongeriget Danmark nebo Danmarks Rige, doslova „Dánská říše“) je státní celek a konstituční monarchie ležící v severní Evropě a Severní Americe. Skládá se ze tří celků: vlastního Dánska, Faerských ostrovů a Grónska. Vedoucí zemí tohoto útvaru je Dánsko, které zahrnuje přes 98 % všech obyvatel a jehož státní symboly platí i pro celé Dánské království. Naopak co do rozlohy je 98 % Dánského království tvořeno Grónskem. 
Grónsko a Faerské ostrovy disponují širokou autonomií, nepatří do Evropské unie a každý z nich deleguje dva zástupce do dánského parlamentu (Folketingu). Pro vztah kontinentálního Dánska a obou autonomních území (Faerských ostrovů a Grónska) je někdy používán polooficiální termín Rigsfællesskabet („Společenství národů“), analogie k britskému Commonwealthu.
Souhrnně se jedná o rozlohou 12. největší stát světa a druhý největší stát zasahující do Evropy (po Rusku). Co do hustoty zalidnění jde o druhý nejméně zalidněný (nesporný) suverénní stát na světě (po Mongolsku), což je způsobeno zejména liduprázdností Grónska. Díky Grónsku zahrnuje Dánské království také největší ostrov světa a nejsevernější místo zemské souše (ostrov Kaffeklubben, případně útesy a náplavy v jeho okolí).

## Základní údaje o území
| Stát            | Hl. město | Rozloha (km²) | % rozlohy | Populace (rok 2020) | % obyvatel | Hustota zalidnění (obyv./km²) | Časové pásmo  | TLD | Kód ISO |
| --------------- | --------- | ------------- | --------- | ------------------- | ---------- | ----------------------------- | ------------- | --- | ------- |
| Dánsko          | Kodaň     | 43 094        | 1,95 %    | 5 869 410           | 98,17      | 136,2                         | UTC+1         | .dk | DK      |
| Faerské ostrovy | Tórshavn  | 1 393         | 0,06 %    | 51 628              | 0,86       | 37,1                          | UTC+0         | .fo | FO      |
| Grónsko         | Nuuk      | 2 166 086     | 97,99 %   | 57 616              | 0,96       | 0,03                          | UTC-1 a UTC-3 | .gl | GL      |
| SOUHRNNĚ        | Kodaň     | 2 210 573     |           | 5 978 654           |            | 2,7                           |               |     |         |